# Myrmecia nigriceps
Myrmecia nigriceps là một loài kiến bản địa của Úc.

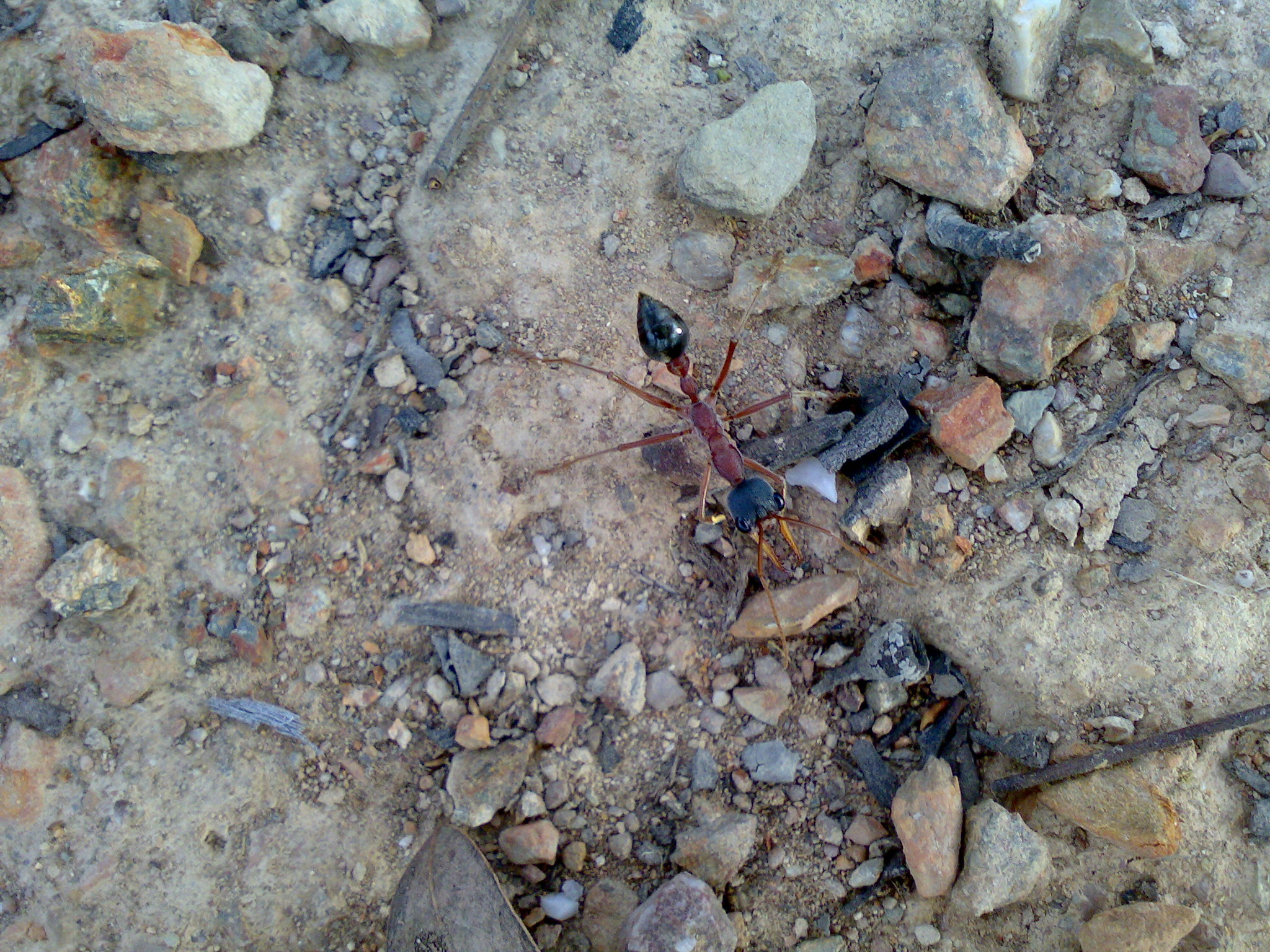
Myrmecia Nigriceps ở đông nam Úc.